# Tosknästjärnen
Tosknästjärnen är en sjö i Sorsele kommun i Lappland och ingår i Umeälvens huvudavrinningsområde. Sjön har en area på 0,142 kvadratkilometer och ligger 398,9 meter över havet.

## Delavrinningsområde
Tosknästjärnen ingår i det delavrinningsområde (727244-159975) som SMHI kallar för Ovan Fårträskbäcken. Medelhöjden är 403 meter över havet och ytan är 40,35 kvadratkilometer. Räknas de 19 avrinningsområdena uppströms in blir den ackumulerade arean 238,16 kvadratkilometer. Gargån som avvattnar avrinningsområdet har biflödesordning 3, vilket innebär att vattnet flödar genom totalt 3 vattendrag innan det når havet efter 302 kilometer. Avrinningsområdet består mestadels av skog (56 procent) och sankmarker (39 procent). Avrinningsområdet har 0,67 kvadratkilometer vattenytor vilket ger det en sjöprocent på 1,7 procent.